# Empoasca viburni
Empoasca viburni är en insektsart som beskrevs av Vilbaste 1968. Empoasca viburni ingår i släktet Empoasca och familjen dvärgstritar. Inga underarter finns listade i Catalogue of Life.